# Bryan Masson
Pour les articles homonymes, voir Masson.
Bryan Masson, né le 21 décembre 1996 à Cagnes-sur-Mer (Alpes-Maritimes), est un homme politique français.
Membre du Rassemblement national, il est élu député dans la 6e circonscription des Alpes-Maritimes lors des élections législatives de 2022. Il siège au sein du groupe RN et est membre de la commission des Lois de l'Assemblée nationale.
Il est également conseiller régional de Provence-Alpes-Côte d'Azur depuis 2021 et conseiller municipal d'opposition à Saint-Laurent-du-Var de 2020 à 2022.

## Biographie
Il est élu conseiller municipal à Saint-Laurent-du-Var aux élections municipales et communautaires de 2020.
Il est élu conseiller régional de la région Provence-Alpes-Côte d'Azur en 2021.
Le 19 juin 2022, il est élu député dans la sixième circonscription des Alpes-Maritimes. Il siège au sein du groupe RN et est membre de la commission des Finances de l'Assemblée nationale.
À la suite de la dissolution de l'Assemblée nationale, il est candidat à sa réélection lors des élections législatives de 2024. Il est réélu au premier tour.

## Controverses et polémiques

### Proximité avec les idées de Renaud Camus
Le 15 mars 2017 un reportage est diffusé par C8 sur le Front national de la jeunesse (FNJ) (Organisation de Jeunesse du Front national) de Nice. Dans ce reportage il est révélé que Bryan Masson, président à ce moment-là du FNJ 06, a un compte twitter anonyme où il retwitte, entre autres, des propos du polémiste Renaud Camus, théoricien du grand remplacement, dont un tweet appelant à la Remigration et un autre qualifiant la Caisse d'allocations familiales de troisième lieu saint de l'Islam,.
Au cours de ce même reportage, comme le rappelle Le Monde, alors qu'il s'éclipse d'une soirée organisée par le Front national de la jeunesse, Bryan Masson proclame « c’est bidon, c’est tous des tapettes. Quand il y aura la révolution, il y aura plus personne. Direction chez les vrais. » avant de se rendre dans une soirée organisée par des militants identitaires d'ultra-droite dans le bar La Traboule.
Le reportage est accusé lors de sa sortie d'être fallacieux. Notamment, Steeve Briois prétend qu'un militant frontiste apparaissant dans le reportage et tenant des propos ouvertement racistes et homophobes serait en réalité un ingénieur du son pour Canal+ (groupe auquel appartient C8 et qui diffuse le reportage). Cependant cette accusation est démentie par Libération,.